# 陽江市
陽江市（ようこう-し）は中華人民共和国の広東省に位置する地級市。

## 地理
広東省西南の沿岸部に位置し、江門市・雲浮市・茂名市に接する。
陽江市の一部地域に自然放射線量の高い地域が存在する事が知られている。建材である煉瓦の材料となる粘土に比較的高い濃度の放射性物質が含まれており、周辺地域の1人・1年間あたりの被照射線量は平均6mSvに達する。核実験場が置かれた新疆ウイグル自治区を除けば、中国国内でも有数の高線量地域であり、古くから研究者による健康調査の対象地域として取り扱われている。

## 歴史
古来百越の活動地域であった陽江は秦の始皇帝による中国統一事業が達成されると嶺南地方を勢力下に置き郡県制を施行、陽江は南海郡の管轄地となった。その後前111年、漢の武帝により南越国が滅亡すると、武帝は陽江地区に新たに合浦県・高涼県を設置した。漢末の220年（建安25年）、孫権により高涼県を郡に昇格させ、安寧県（現在の江城区）・高涼県（陽西県の北部）・西平県（江城区・陽東区・陽西県の一部）を管轄した。
南北朝時代、陽江は広州に帰属していたが、527年（大通元年）に高涼郡は杜原郡・宋康郡・陽春郡と共に高州が新たに設置され、嶺南地区の交通・軍事の要衝として発展した。
606年（大業2年）、隋の煬帝は安寧県と高涼県の一部地域に新たに陽江県を設置し、これが現在の地名の発祥である。その後は高州から恩州管轄への変更などがあったが、中華民国時代まで陽江県の地名が使用されていることとなった。
中華人民共和国成立後は1956年9月に江門市の管轄となったが、1988年2月10日に陽江・陽春の二県が分離され陽江市が誕生し現在に至っている。

## 行政区画
2市轄区・1県級市・1県を管轄する。
- 市轄区:
  - 江城区・陽東区
- 県級市：
  - 陽春市
- 県：
  - 陽西県

| 陽江市の地図                |
| --------------------------- |
| 江城区 陽東区 陽西県 陽春市 |

### 年表
この節の出典
- 1988年1月7日 - 広東省江門市陽江県が地級市の陽江市に昇格。江城区・陽東区・陽西県を設置。(2区2県)
  - 江門市陽春県を編入。
- 1991年6月22日 - 陽東区が県制施行し、陽東県となる。(1区3県)
- 1994年5月5日 - 陽春県が市制施行し、陽春市となる。(1区1市2県)
- 2014年10月20日 - 陽東県が区制施行し、陽東区となる。(2区1市1県)

## 経済
陽東区に建設された陽江原子力発電所が2014年より商業運転を開始した。

## 交通

### 航空
- 陽江合山空港

### 鉄道
- 中国鉄路総公司
  - 深湛線 - 珠江デルタ地域と広東省西部の湛江を結ぶ高速鉄道路線。市内には陽江駅などが設けられている。陽江駅と省都の広州南駅の間は高速列車で1時間半～2時間である[5]。
  - 広茂線

### 道路
- 高速道路
  - 瀋海高速道路
  - 汕湛高速道路
  - 西部沿海高速道路
  - 羅陽高速道路
- 国道
  - G325国道